# John M. Devine

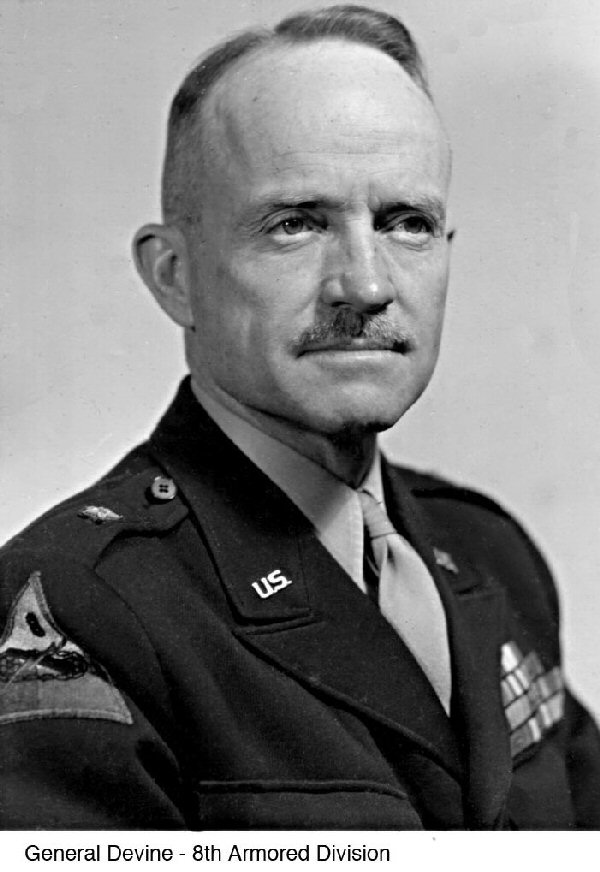
John M. Devine

John Matthew Devine (* 18. Juni 1895 in Providence, Rhode Island; † 8. März 1971 in Leesburg, Loudoun County, Virginia) war ein Generalmajor der United States Army. Er kommandierte unter anderem vier Divisionen.
John Devine besuchte die öffentlichen Schulen seiner Heimat einschließlich der La Salle Academy. In den Jahren 1913 bis 1917 durchlief er die United States Military Academy in West Point. Nach seiner Graduation wurde er als Leutnant der Feldartillerie zugeteilt. In der Armee durchlief er anschließend alle Offiziersränge vom Leutnant bis zum Zwei-Sterne-General.
Im Lauf seiner militärischen Karriere absolvierte Devine verschiedene Kurse und Schulungen. Dazu gehörten unter anderem die Army Field Artillery School und das Command and General Staff College. Außerdem studierte er Anfang der 1920er Jahre an der Yale University.
In seinen jüngeren Jahren absolvierte er den für Offiziere in den niederen Rangstufen üblichen Dienst in unterschiedlichen Einheiten und Standorten. Dazu gehörten auch Aufgaben als Stabsoffizier in verschiedenen Hauptquartieren. Zunächst war er bis Juli 1918 im Camp Doniphan in Oklahoma stationiert. Anschließend wurde er nach Europa versetzt, wo er am Ersten Weltkrieg teilnahm. Dort kam er allerdings nicht zum Kampfeinsatz. Stattdessen gehörte er dem Stab des Army Field Artillery Centers an, wo er als Ausbildungsoffizier tätig war. Später wurde er in gleicher Funktion zu einer anderen Einheit versetzt.
Nach dem Krieg setzte Devine seine Offizierslaufbahn in verschiedenen Funktionen an mehreren Standorten fort. Nach seinem Studium an der Yale University war er Dozent für Militärtaktik an der Army Field Artillery School in Fort Sill in Oklahoma. Anschließend übte er die gleiche Tätigkeit an der Militärakademie in West Point aus. In den 1930er Jahren war er erneut Dozent an der Field Artillerie School und in West Point. Dort unterrichtete er nun das Fach Englisch. Mitte der 1930er Jahre war er im Presidio bei San Francisco Stabsoffizier in einem Bataillon des 76. Feldartillerieregiments.
Zwischen Juli 1938 und Juli 1940 lehrte Devine das Fach Militärwissenschaft und Taktik an der Yale University. Anschließend wechselte er von der Feldartillerie zu den Panzertruppen. Er war zunächst bis April 1941 Leiter der Stabsabteilung G3 (Operationen) bei der gerade erst aufgestellten 1. Panzerdivision. Anschließend wurde er zum 1. Panzerkorps versetzt, wo er bis Dezember 1941 die Stabsabteilung G2 (Nachrichtendienste und Sicherheit) leitete. Zwischen Dezember 1941 und Mai 1942 war er Stabschef dieses Korps. In diese Zeit fiel der amerikanische Eintritt in den Zweiten Weltkrieg.
Zwischen Mai 1942 und September 1943 kommandierte John Devine eine Brigade (Combat Command A) der 6. Panzerdivision, die zu diesem Zeitpunkt noch nicht aktiv am Kriegsgeschehen beteiligt war. Stattdessen führte sie umfangreiche Manöver in Vorbereitung auf ihren späteren Kriegseinsatz in Europa durch. Zwischen September 1943 und September 1944 hatte Devine das Kommando über die Artillerie der 90. Infanteriedivision. Diese war erst im Vorjahr reaktiviert worden und befand sich zunächst ebenfalls im Stadium der Vorbereitung auf einen Kriegseinsatz. Im Frühjahr 1944 wurde die Division nach England verlegt und im Juni nahm sie an der Landung der Alliierten in der Normandie teil. Devine behielt sein Kommando bis zum 8. September 1944. Dann erhielt er für wenige Tage das Kommando über eine Brigade (Combat Command B) der 7. Panzerdivision, die ebenfalls am alliierten Vormarsch durch Nordfrankreich beteiligt war.
Am 2. Oktober 1944 über nahm John Devine das Kommando über die 8. Panzerdivision, die zunächst noch in den Vereinigten Staaten stationiert war und erst im Januar 1945 auf den europäischen Kriegsschauplatz eingesetzt wurde. In der Folge nahm die Division an der Endphase des Zweiten Weltkriegs teil. Sie war noch in mehrere Gefechte verwickelt und gehörte zu den Truppen die weit nach Deutschland und dann zur Tschechoslowakei vordrangen. Devine behielt sein Kommando über die 8. Panzerdivision über das europäische Kriegsende hinaus bis zum August 1945.
Unmittelbar nach dem Ende dieses Kommandos wurde er mit dem Oberbefehl über die zunächst noch im besetzten Deutschland stationierte 2. Panzerdivision betraut. Diesen Posten bekleidete er bis zum Jahr 1946. In dieser Zeit wurde die Division vorübergehend nach Fort Hood (heute Fort Cavazos) in Texas verlegt. Dort war Devine für einige Monate in Personalunion mit seiner Eigenschaft als Divisionsbefehlshaber Kommandeur dieses Militärstandorts. Danach war er zwischen November 1946 und Januar 1948 Kommandeur der Universal Military Training Experimental Unit in Fort Knox in Kentucky.
Als Nächstes wurde er nach Fort Monroe in Virginia zu den Army Field Forces versetzt, wo er zwischen Januar 1948 und Januar 1949 in verschiedenen Positionen als Stabsoffizier tätig war. Zwischen Februar und August 1949 kommandierte er die 1. Kavalleriedivision, die zu den Besatzungstruppen in Japan gehörte. Danach erhielt er den Oberbefehl über die 9. Infanteriedivision, den er zwischen Oktober 1949 und September 1950 innehatte. Im Jahr 1952 schied er aus dem aktiven Militärdienst aus.
Bis 1961 war John Devine als Zivilist Kommandant der Kadetten des ROTC-Programms der Virginia Polytechnic Institute and State University. In seiner Freizeit spielte er unter anderem Golf. Der mit Anna Whitelegg verheiratete Offizier verbrachte seinen Lebensabend in Leesburg in Virginia, wo er am 8. März 1971 verstarb. Er fand seine letzte Ruhe auf dem Friedhof der Militärakademie in West Point.

## Orden und Auszeichnungen
John Devine erhielt im Lauf seiner militärischen Laufbahn unter anderem folgende Auszeichnungen:
- Army Distinguished Service Medal
- Silver Star
- Legion of Merit
- Bronze Star Medal
- World War I Victory Medal
- World War II Victory Medal
- American Defense Service Medal
- American Campaign Medal
- European-African-Middle Eastern Campaign Medal
- Army of Occupation Medal
- National Defense Service Medal
- Orden der Ehrenlegion (Frankreich)
- Kriegskreuz (Frankreich)
- Orden von Oranien-Nassau (Niederlande)
- Orden des Weißen Löwen (Tschechoslowakei)
- Tschechoslowakisches Kriegskreuz 1939 (Tschechoslowakei)